# Home Tarup Park
Home Tarup Park er et fodboldstadion beliggende i Odense NV, som er hjemmebanen for Tarup/Paarup IF. Kapaciteten er ikke oplyst.
Stadionet fik sit nuværende navn i marts 2016.